# Yanis Varoufakis

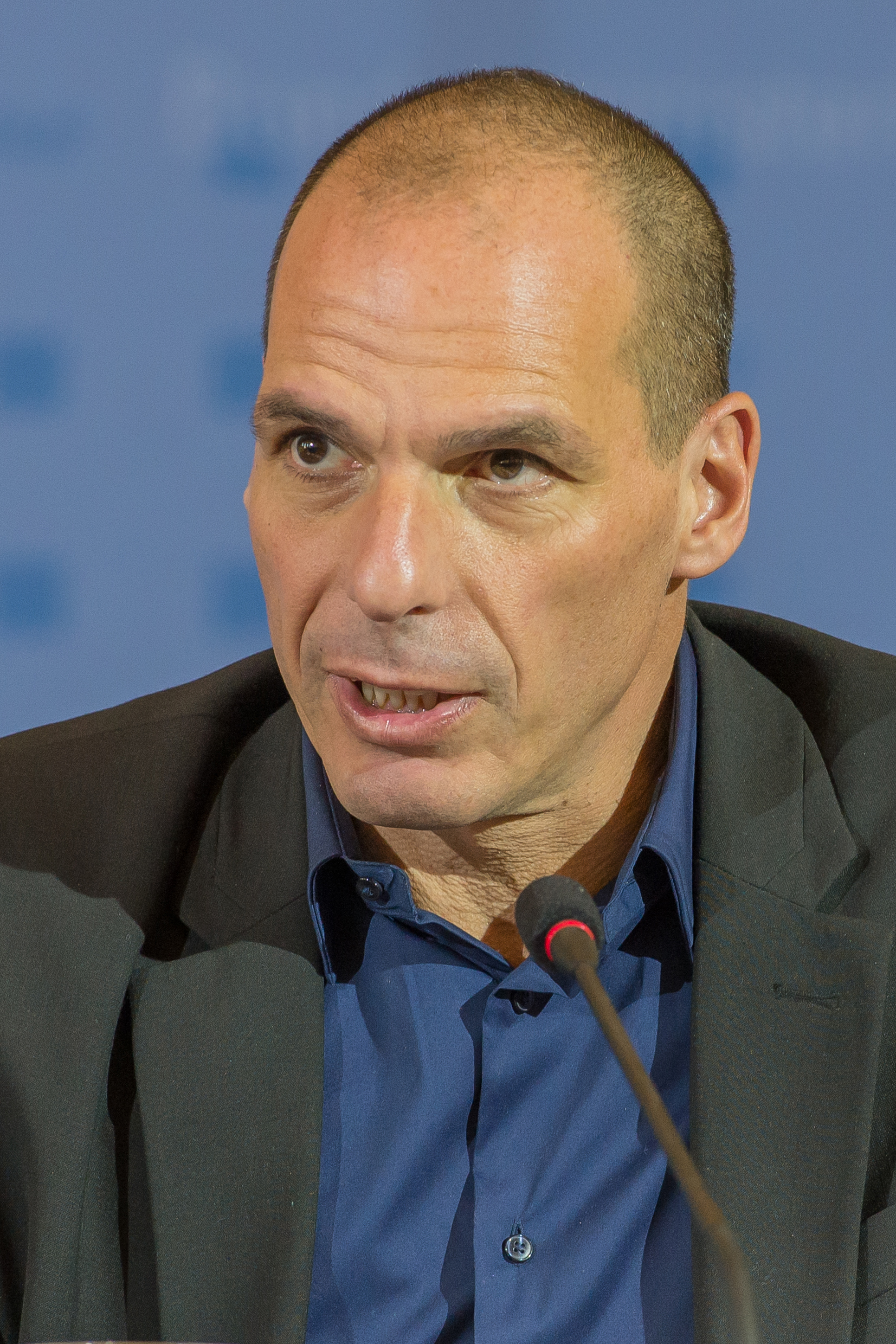
Yanis Varoufakis (2015)

Yanis Varoufakis (griechisch Γιάνης Βαρουφάκης, alternative Schreibweise Gianis Varoufakis, eigentlich Ιωάννης Βαρουφάκης Ioannis Varoufakis, * 24. März 1961 in Athen) ist ein griechischer Wirtschaftswissenschaftler und Politiker.
Er ist Autor mehrerer Sachbücher. Bei der Parlamentswahl im Januar 2015 wurde er über die Liste von Syriza erstmals ins griechische Parlament gewählt und war vom 27. Januar bis zum 6. Juli 2015 Finanzminister im Kabinett Alexis Tsipras I. Zusammen mit weiteren Mitstreitern gründete er am 8. Februar 2016 die paneuropäische Partei DiEM25 und war für die Europawahl am 26. Mai 2019 Spitzenkandidat der Partei MERA25, des deutschen Ablegers dieser Bewegung, mit der er jedoch kein Mandat für das Europäische Parlament erhielt. Bei der Parlamentswahl vom 7. Juli 2019 wurde er mit dem griechischen Ableger seiner Bewegung, der Partei MeRA25, erneut ins griechische Parlament gewählt. Varoufakis besitzt neben der griechischen auch die australische Staatsangehörigkeit.

## Beruflicher Werdegang als Ökonom

### Studium und Lehrtätigkeit
Nach dem Erwerb der Hochschulreife an der Privatschule Moraitis in Athen studierte Varoufakis Wirtschaftsmathematik an der Universität Essex und mathematische Statistik an der Universität Birmingham. Zwischen 1983 und 1985 lehrte er zunächst in Essex, wo er zwei Jahre später mit einer Analyse der Streikaktivitäten von Gewerkschaften in Ökonomie promoviert wurde. Von 1986 bis 1988 war er Fellow und Lehrkraft an der Universität Cambridge. Zudem dozierte er an den Universitäten von East Anglia, Glasgow und Sydney, bevor er im September 2000 als Professor für Ökonomie an die Nationale und Kapodistrias-Universität Athen berufen wurde. Ab 2013 lehrte er als Gastprofessor an der Lyndon B. Johnson School of Public Affairs der Universität Texas in Austin.

### Kontakte zur Familie Papandreou
Zugang zur politischen Elite Griechenlands bekam Varoufakis im Alter von 17 Jahren. Bei der Parlamentswahl 1977 wurde mit Petros Moralis ein ehemaliger Mentor von ihm ins griechische Parlament gewählt. Moralis war seinerzeit enger Vertrauter des Parteivorsitzenden der sozialdemokratischen PASOK, des späteren Ministerpräsidenten Andreas Papandreou. Um seinen Förderer an dessen neuer Wirkungsstätte zu erleben, suchte Varoufakis Moralis im Parlament auf. Dabei lernte er auch Papandreou persönlich kennen. Bereits 1975 trat Varoufakis’ Mutter der Griechischen Frauen-Union bei, deren Vorsitz Papandreous Frau Margarita innehatte. Papandreou, promovierter Ökonom an der Harvard University, stellte Varoufakis für seine anstehende Bewerbung ein Empfehlungsschreiben aus. Im Jahr 2000 kehrte Varoufakis nach 23-jährigem Auslandsaufenthalt nach Griechenland zurück.
Als Anfang 2004 Giorgos Andrea Papandreou, der Sohn des 1996 verstorbenen Andreas Papandreou, den Vorsitz der PASOK übernahm, offerierte dieser Varoufakis eine Tätigkeit als Wirtschaftsberater der Partei. Im Dezember 2006 distanzierte sich Varoufakis jedoch von Papandreou, weil er die wirtschaftspolitische Haltung der PASOK nicht mitverantworten wolle. Ab 2007 befasste er sich neben seinen Tätigkeiten an der Universität Athen primär mit der globalen Finanzkrise, die zum Auslöser der griechischen Staatsschuldenkrise wurde.
Als Papandreou sich im April 2010, nachdem er erst wenige Monate zuvor zum Ministerpräsidenten gewählt worden war, an die EU wandte, weil es seiner Regierung nicht gelungen war, der entstandenen Rezession entgegenzuwirken, und der Staat von den Kapitalmärkten so gut wie abgeschnitten war, wurde Varoufakis zu einem seiner schärfsten Kritiker. Die Minister der Eurozone beschlossen in Zusammenarbeit mit dem IWF, für griechische Kredite zu bürgen, im Falle, dass diese festgesetzte Spar- und Reformauflagen umsetzen würden, die durch abgesandte Kontrolleure überwacht werden sollten. Diese Kontrollinstanz wurde später als Troika bekannt. Varoufakis erklärte, sein Land habe kein Liquiditätsproblem, es sei vielmehr schlicht pleite. Die gezahlten Gelder würden das Problem nur in die Zukunft verlagern, jedoch nicht lösen. Die auferlegten Maßnahmen hätten zur Folge, dass die bereits angeschlagene Wirtschaft völlig zum Erliegen komme. Er empfahl stattdessen, geliehene Summen zu reinvestieren. Wichtig war ihm zu betonen, dass sich seine Kritik gegen die Politik von Papandreou richtete und nicht gegen diesen selbst als Person. Varoufakis trat immer häufiger im Fernsehen auf und mit der Anzahl seiner Bewunderer stieg auch die Anzahl seiner Kritiker. Während die einen ihn dafür lobten, dass er auch schwierige Sachverhalte mit einfachen Worten wiedergeben könne, verurteilten ihn andere dafür, dass er sich zu sehr in die Politik einmische, von der er keine Ahnung habe und deren Komplexität er als Ganzes nicht verstehe.

### Der globale Minotaurus(2012)
International bekannt wurde Varoufakis durch sein in sechs Sprachen übersetztes Buch The Global Minotaur (deutsch: Der globale Minotaurus) über die Entstehung der Finanzkrise. Er verwendet darin die Metapher der Tribute an den Minotauros für seine zentrale These, dass seit dem Ende des Bretton-Woods-Systems Anfang der 1970er Jahre der größte Teil der Gewinne der deutschen, chinesischen und japanischen Industrie aus Exportüberschüssen in die USA zurückgeflossen sei und damit die stetig wachsende Verschuldung der USA erst ermöglicht habe. Der Verlag Zed Books zitierte die positive Rezeption des Buchs u. a. durch Steve Keen und Terry Eagleton. Als Experte gab Varoufakis immer häufiger Interviews zur Weltwirtschafts- und Eurokrise im nationalen wie internationalen Fernsehen (z. B. auf den Sendern BBC, CNN, Sky News, RT und Bloomberg TV) und in der Presse. Sein Twitter-Account hatte vor seiner Ernennung zum Finanzminister fast 130.000 Follower.

### Aufenthalt in den USA
Als im November 2011 der außen- wie innenpolitisch unter Druck geratene Papandreou zurücktrat und damit den Weg für eine Übergangsregierung unter dem Technokraten Loukas Papadimos freimachte, verurteilte Varoufakis diesen Schritt; damit verschärfe die neue Regierung die Austeritätspolitik ihrer Vorgänger. Das neugebildete Kabinett wurde auch von den bis dahin oppositionellen Konservativen unter Andonis Samaras getragen, die zuvor Papandreou für die aufkommende humanitäre Krise persönlich verantwortlich gemacht hatten, nun aber seine Politik fortführten.
Varoufakis selbst war inzwischen zu einer öffentlichen Person geworden. So trat er im Dezember 2011 in der Late-Night-Show Vradi auf und äußerte sich dort auch zu seinem Privatleben. Einige Wochen zuvor hatte er, wie er in einem Blog erwähnte, eine E-Mail erhalten vom Mitbegründer und Geschäftsführer des Softwareunternehmens Valve Corporation, Gabe Newell, der durch einen seiner Aufsätze zur Finanzkrise und seinen Blog auf ihn aufmerksam geworden war. Nach einem persönlichen Treffen bot ihm Newell eine Tätigkeit im Unternehmen an. So wirkte er ab März 2012 zunächst ein Jahr lang als Ökonom und Analyst und ab März 2013 als Berater des Softwareentwicklers. Über die Ergebnisse seiner Forschungen berichtete er in einem hauseigenen Blog. Seine Analysen flossen in Spiele wie Team Fortress 2, Dota 2 oder Counter-Strike: Global Offensive ein und er forschte empirisch über die Vertriebsplattform Steam, die ihren Marktanteil im Oktober 2013 auf 75 % ausweiten konnte. Darüber hinaus widmete er sich wieder der Lehre, ab 2013 als Gastprofessor an der University of Texas.
Auch dort verfolgte Varoufakis das politische Geschehen in Griechenland und berichtete darüber in Beiträgen, unter anderem für die New York Times und Boston Review. In einer seiner Kolumnen erklärte er, warum er und seine Partnerin Griechenland verlassen hätten; er machte die desolaten Umstände an den Fakultäten des Landes mit mehrfachen Gehaltskürzungen und mangelnden Arbeitsperspektiven auch für die Auswanderung vieler Absolventen und Kollegen verantwortlich. Er habe zudem Anfang 2012 mehrmals, telefonisch und schriftlich, anonyme Todesdrohungen erhalten, die sich nicht nur gegen ihn, sondern auch gegen seine Familie sowie seine im Ausland lebende Tochter gerichtet hätten. Seit dem Regierungsantritt von Papadimos war er nicht mehr bei der staatlichen Rundfunk- und Fernsehanstalt ERT zu sehen; er protestierte jedoch im Juni 2013 gegen deren Schließung und bezeichnete den Schritt als „barbarisch“. Hierzu veröffentlichte die Frankfurter Allgemeine Zeitung einige Tage später eine Übersetzung eines Beitrags von Varoufakis mit dem Titel „Warum das Staatsfernsehen ERT nicht sterben darf“.

### Wirtschaftspolitische Standpunkte
Varoufakis’ volkswirtschaftlicher Standpunkt wurde von einem Analysten als „John Maynard Keynes mit einem Hauch von Karl Marx“ beschrieben. Die Neue Zürcher Zeitung bezeichnete ihn als Pragmatiker, der mit den europäischen Kollegen eine für beide Seiten akzeptable Lösung suchen wolle. Varoufakis selbst begreift sich als dezidierten, aber unorthodoxen Marxisten, wie er in einem Vortrag Im Jahr 2013 darlegte, der 2015 als Artikel im Guardian leicht verändert wieder erschienen ist. Er bekennt sich darin in der Substanz zu Marx’ Analyse des Kapitalismus und als klaren Gegner sowohl des wirtschaftswissenschaftlichen „neoliberalen Mainstreams“ als auch des Neokeynesianismus. Seine Distanz zu Marx resultiert ihm zufolge einerseits aus dessen zu unkritischer Voraussicht der politischen Folgen seiner Theorie und andererseits daraus, dass Marx in mathematischen Modellen befangen sei, was ihn zu einem gewissen deterministischen Denken führe.
Er ist ein strikter Gegner der Austeritätspolitik als Antwort auf die griechische Staatsschuldenkrise. Seiner Ansicht nach „wurden hohe Verluste aus den Büchern der Banken auf die schwachen Schultern der griechischen Steuerzahler verschoben in dem vollen Bewusstsein, dass die Kosten, weil die griechischen Schultern zu schwach dafür waren, auf Deutschland, die Slowakei, Finnland, Portugal und so weiter überschwappen würden“. Nicht Griechenland sei gerettet worden, sondern international agierende Banken und verschiedene Hedgefonds. Da durch die drastischen Sparauflagen die Einkommen griechischer Arbeitnehmer um ein Viertel reduziert wurden und gleichzeitig die Lebenshaltungskosten stiegen, sei es sowohl für die öffentliche Hand als auch für den privaten Sektor in Griechenland unmöglich geworden, alte und neue Kredite zurückzuzahlen.
In Varoufakis’ Augen hat das Quantitative Easing, mit dem die Nationalbanken auf die Finanzkrise von 2008 reagiert haben, dazu geführt, dass fundamentale Prinzipien der kapitalistischen Marktordnung nicht mehr gelten. Seither herrsche nicht mehr Kapitalismus, sondern Technofeudalismus.
In seinem erstmals 2010 zusammen mit Stuart Holland und (ab der 4. Auflage 2013) mit James K. Galbraith veröffentlichten „A Modest Proposal for Resolving the Eurozone Crisis“ schlug Varoufakis die folgenden Punkte vor: die Banken der hochverschuldeten Staaten direkt unter die Aufsicht der EZB zu stellen, die Schulden der südeuropäischen Länder, sofern sie „Maastricht-konform“ sind (d. h. der Anteil, der unter 60 % des BIP liegt) mit Unterstützung der EZB erneut als Schuldverschreibungen auf den Markt zu bringen, einen europäischen Investitionsfonds und ein Notprogramm finanziert aus Zinszahlungen auf Target2-Verbindlichkeiten einzuführen. Die Autoren nennen ihren Vorschlag „modest“ (dt.: bescheiden), weil sie der Ansicht sind, dass die europäischen Institutionen dadurch nicht grundsätzlich verändert würden. Den vorgeschlagenen Europäischen Investitionsfonds könne man, so Varoufakis Anfang 2015, auch „Merkel-Plan“ nennen – in Anlehnung an den „Marshallplan“ der 1950er Jahre. Der Bremer Ökonom Hans-Heinrich Bass bezeichnete die Vorschläge von Varoufakis, Holland und Galbraith zustimmend als „unkonventionell, aber europa-konform“. Bass spricht im Zusammenhang mit der Umschuldung von einem „Reinwaschen“ eines Teils der Schulden, nämlich der „guten“, d. h. mit einem physischen Gegenwert (beispielsweise in der Infrastruktur) gesicherten, Schulden. Demgegenüber bezeichnete der Journalist Christian Reiermann in Der Spiegel die Vorschläge als „Wolkenschiebereien“. Der Text der drei Autoren ist am 27. Februar 2015 unter dem Titel Bescheidener Vorschlag zur Lösung der Eurokrise in deutscher Übersetzung erschienen.

### Standpunkt zu Israel
Varoufakis forderte 2022 mit einer Unterschriftenkampagne den Boykott Israels durch die EU. Er wurde für seine Weigerung kritisiert, den Terrorangriff der Hamas auf Israel 2023 zu verurteilen.

## Politische Laufbahn

### Kontakte zu Syriza
Auf die Frage, ob er sich selbst als Politiker vorstellen könne, entgegnete Varoufakis stets, dass er sich in der Rolle eines Vermittlers sehe, der sich als Ansprechpartner aller Parteien, mit Ausnahme der antidemokratischen, verstehe. Von daher stand er mit vielen Abgeordneten im Dialog, so auch mit Alexis Tsipras. Nachdem sich die Nea Dimokratia der Übergangsregierung Papadimos angeschlossen und Varoufakis seine neue Arbeitsstelle in den USA angetreten hatte, legte er zu den Parlamentswahlen 2012 seine neutrale Haltung erstmals ab und bekannte sich öffentlich zu den „radikalen Linken“ der Partei SYRIZA. In ihnen sah er die demokratischste aller Möglichkeiten, Europa zu verbessern und das Land aus der Austerität, d. h. der staatlichen Sparpolitik zu führen. Als ihm Tsipras Anfang 2014 vorschlug, für die kommende Europawahl für Syriza zu kandidieren, lehnte Varoufakis ab. Er fühle sich geehrt, schrieb er in einem Beitrag, aber er sehe sich weiterhin nicht als Politiker. Als sich gegen Ende desselben Jahres dann abzeichnete, dass es zu einer vorgezogenen Parlamentswahl kommen könnte, forderte Tsipras Varoufakis auf, sich im Falle eines Wahlsiegs mit Syriza zusammen der Verantwortung zu stellen, um einen Weg aus der Krise zu finden. Inzwischen waren Griechenlands Staatsschulden größer als zu Beginn der Krise und das Land litt unter einer Massenarbeitslosigkeit von über 26 %, der höchsten in ganz Europa. Etwa 230.000 Unternehmen hatten seit Anfang 2010 Konkurs angemeldet, die Wirtschaftsleistung des Landes war um ein Viertel eingebrochen. Varoufakis bekräftigte, eine Mitwirkung an einer Regierung mit Syriza wäre nur möglich, wenn sie vom griechischen Volk legitimiert und gewünscht wäre. So kandidierte er für die Parlamentswahl 2015 im Wahlbezirk Athen B und wurde mit 135.638 Stimmen als Abgeordneter mit den meisten Stimmen bei dieser Wahl ins griechische Parlament gewählt.

### Finanzminister
Am 27. Januar 2015 berief der tags zuvor zum Ministerpräsidenten vereidigte Alexis Tsipras Varoufakis zum Finanzminister seines Kabinetts, unter anderem zuständig für die Verhandlungen mit den Partnern der Eurozone. Ihm zur Seite gestellt wurde Giannis Dragasakis, der die Aufsicht über die Bereiche Wirtschaft und Finanzen in der Regierung Tsipras führt.
In seiner ersten offiziellen Amtshandlung empfing er am 30. Januar 2015 Euro-Gruppenchef Jeroen Dijsselbloem, der nach Athen gereist war, um der neuen griechischen Regierung mitzuteilen, dass die Eurozone mit ihrer bisherigen Politik fortfahren werde, und um seinen Kollegen zu erklären, dass die Euro-Gruppe erwarte, dass die mit der vorherigen Regierung vereinbarten Regelungen auch von der neuen Regierung umgesetzt werden müssten und nicht verhandelbar seien. Dem entgegnete Varoufakis, sie seien gewählt worden, um mit den europäischen Partnern die Auflagen neu zu verhandeln; unter der neuen Regierung werde es keine weiteren Gehalts- und Rentenkürzungen geben, welche die Troika von der griechischen Regierung fordere. Als Dijsselbloem auf der anschließenden Pressekonferenz seine Position erneut bekräftigte und äußerte, einseitige Schritte oder das Ignorieren bisheriger Vereinbarungen seien kein Schritt nach vorne, kam es zum Eklat. Varoufakis teilte mit, dass man mit der Troika in der bisherigen Form nicht weiter zusammenarbeiten werde. Daraufhin wurde die Pressekonferenz beendet. Damit war Varoufakis zum Gesicht der finanzpolitischen Krise geworden. Das mediale Interesse am griechischen Finanzminister stieg enorm; fortan berichtete vor allem die deutschsprachige Medienwelt zunächst fast täglich über Varoufakis, zum Missfallen mancher europäischer Kollegen. Zunehmend fand sich Varoufakis von seinen europäischen Kollegen isoliert, da sich die griechische Seite weiterhin weigerte, erneute Gehalts- und Rentenkürzungen zu akzeptieren, um die humanitäre Krise nicht weiter zu verschärfen. Ihren negativen Höhepunkt erlebten die Verhandlungen beim Eurogruppentreffen Ende April 2015 in Riga. Einige Diplomaten, die der Tagung beiwohnten, berichteten der Presse von persönlichen Beleidigungen gegenüber dem griechischen Finanzminister. Darauf angesprochen bestätigte Varoufakis zwar einen angeregten Dialog mit anderen Finanzministern, dementierte aber persönliche Beleidigungen gegenüber seiner Person. Überwiegend deutsche Medien berichteten dennoch, in Athen spiele man mit dem Gedanken, Varoufakis abzusetzen. Dem widersprach die griechische Regierung. Jedoch berief Tsipras an Varoufakis’ Stelle Efklidis Tsakalotos als Leiter der Verhandlungsdelegation mit der Begründung, er wolle dadurch den Finanzminister in den weiteren Verhandlungen stärken. Tsakalotos war zu der Zeit als stellvertretender Außenminister mit zuständig für internationale Wirtschaftsbeziehungen und sollte Gesprächsabläufe zwischen den Institutionen und der griechischen Regierung besser koordinieren. Diesen Schritt interpretierten zahlreiche Medien im In- und Ausland als Teilentmachtung des Finanzministers. Dies war jedoch nicht die erste Medienkontroverse um seine Person.
Varoufakis zeichnete einen Teil der Gespräche um die Schuldenkrise auf, wie im März 2020 bekannt wurde.

#### Medienkontroversen
Varoufakis meinte in einem Interview, dass die Kredite an Griechenland nicht funktionierten, sondern vielmehr in ein schwarzes Loch wanderten; dennoch würde unter anderem von Deutschland unverändert weitergezahlt. Er plädierte für einen klügeren Umgang mit den Ausgaben und verwahrte sich dagegen, vom deutschen Steuerzahler Geld zu leihen, um damit die EZB auszuzahlen. Aus diesem Zusammenhang heraus wurde von einigen Medien 2015 vielfach der Satz „Was immer die Deutschen sagen, sie werden zahlen“ so zitiert, als habe er Deutschland damit drohen wollen. Auf diese Mediendarstellung, die naturgemäß heftige Kritik heraufbeschwor, antwortete Varoufakis, er hoffe, dass es sich bei dieser Darstellung nicht um Absicht handle.
2013 erläuterte Varoufakis während eines Vortrags seinen Vorschlag, dass Griechenland im Januar 2010, wie unlängst Argentinien, die Zahlungsunfähigkeit gegenüber den Gläubigern hätte erklären sollen. Dieses Vorgehen würde laut Varoufakis dem Land heute jedoch schaden. Als Hauptunterschiede zur Situation in Argentinien nannte er die griechische Wirtschaftsstruktur und die Gegebenheiten in der Eurozone, deren Mitglied Griechenland bleiben soll. Seinem Vorschlag hatte Varoufakis folgendes wörtlich hinzugefügt: „… and stick the finger to Germany and say 'well, you can now solve this problem by yourself'.“ Die Frage, ob dieser „Stinkefinger“ wörtlich gegen Deutschland gerichtet bzw. ob das entsprechende Video überhaupt echt war, löste im Nachgang auch international eine heftige mediale Debatte aus.

#### Referendum und Rücktrittserklärung
Nachdem am 27. Juni 2015 Premierminister Tsipras ein Referendum über die Verhandlungen mit den Gläubigerinstitutionen angekündigt hatte, bat Varoufakis beim Eurogruppentreffen desselben Tages um eine Verlängerung des auslaufenden Programms um einige wenige Tage, damit das Referendum umgesetzt werden könne. Nachdem diese Forderung abgelehnt worden war, verließ die griechische Delegation das Eurogruppentreffen, während die Finanzminister der übrigen Staaten das Treffen fortsetzten. Auf Nachfrage erklärte Varoufakis, Jeroen Dijsselbloem habe ihn aufgefordert, die griechische Delegation möge den weiteren Beratungen fernbleiben. Dieser stellte das Fernbleiben des griechischen Finanzministers später jedoch als dessen Wunsch dar.
Nach Bekanntgabe des Referendums hatte Varoufakis seinen Rücktritt für den Fall angekündigt, dass die Mehrheit der Wähler der Empfehlung der Regierung Tsipras, das Angebot der Eurogruppe abzulehnen, nicht folgen würde. Bei der Abstimmung am 5. Juli votierte mit 61,31 Prozent eine deutliche Mehrheit der Griechen mit Nein. Dennoch kündigte Varoufakis am 6. Juli 2015 seinen Rücktritt noch für denselben Tag an mit der Begründung, mehrere Mitglieder der Eurogruppe wünschten seine „Abwesenheit“ bei ihren Treffen; er wolle weiteren Verhandlungen nicht im Wege stehen.

### Europawahl 2019

#### Spitzenkandidat in Deutschland zur Europawahl

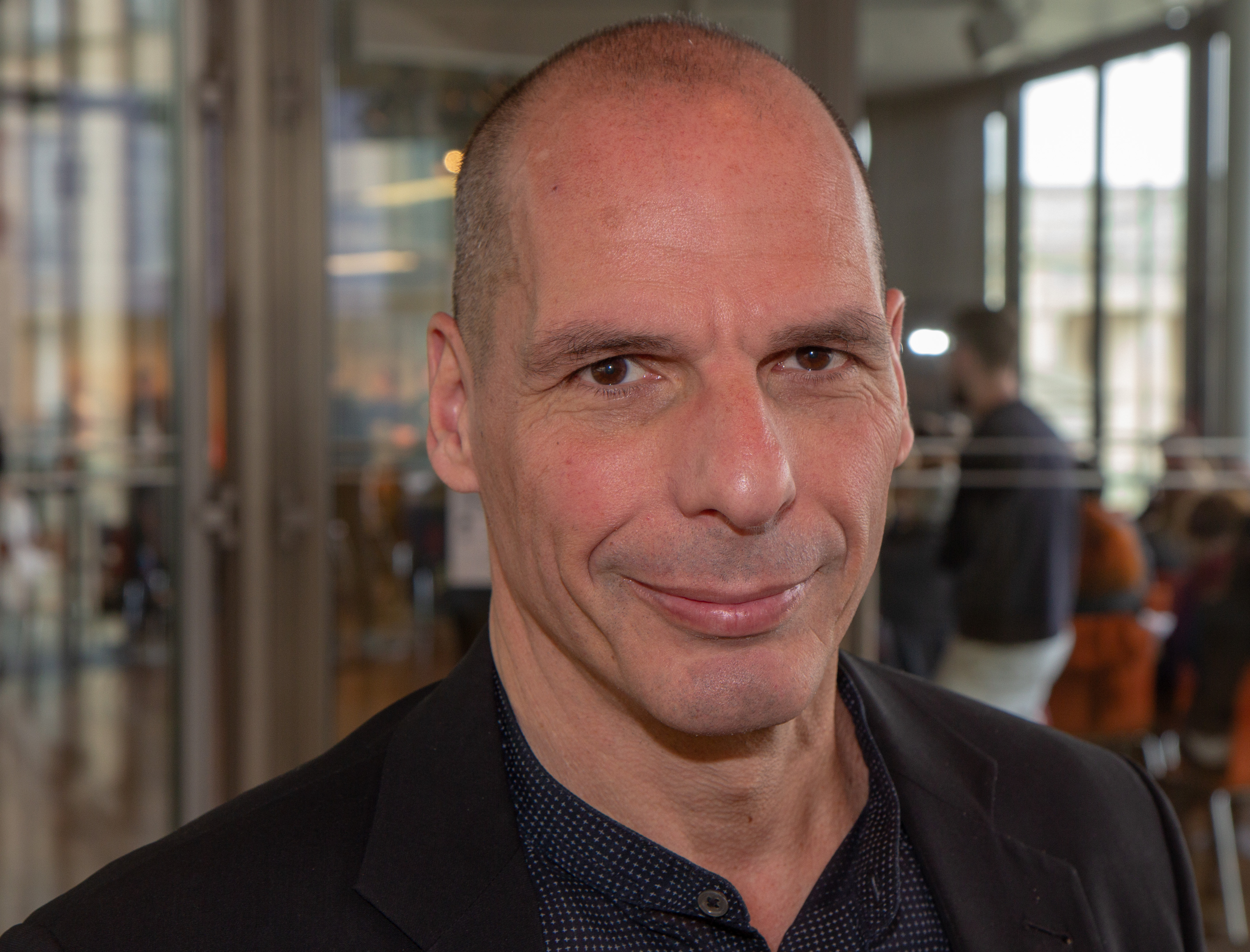
Yanis Varoufakis (2019)

Am 25. November 2018 wurde er bei einer Aufstellungsversammlung der deutschen Sonstigen Politischen Vereinigung Demokratie in Europa (Ableger seiner Bewegung Democracy in Europe Movement 2025, DiEM25 mit Unterstützung der deutschen Kleinpartei Demokratie in Bewegung) zum Spitzenkandidaten für die Europawahl am 26. Mai 2019 gewählt.
Im April erklärte er in der FAZ: „Wenn ich ins [Europa-]Parlament gewählt werden sollte, werde ich den Wählern meine Vorschläge unterbreiten, wie man die Dinge in Europa verbessern kann – und danach werde ich das Parlament verlassen, um Wahlkampf in Griechenland [Parlamentswahlen] zu machen. Meinen Sitz wird dann Daniela Platsch übernehmen, eine sehr fähige Ökonomin. Ich glaube, die Wähler werden das verstehen.“
Mit seiner paneuropäischen Bewegung DiEM25 hofft er, bei der Europawahl 2019 den „Grundstein für einen sozial-ökologischen Paradigmenwechsel in Europa“ legen zu können. Die Kernforderung seiner Bewegung ist der „Europäische Green New Deal“, der für fünf Jahre jährliche Investitionen im Umfang von 500 Milliarden Euro in Klimaschutz und die Entwicklung grüner Technologien in ganz Europa vorschlägt. Das Geld soll von der Europäischen Investitionsbank (EIB) über Anleihen, die von privaten Investoren erstanden werden können, bereitgestellt werden. Varoufakis verspricht außerdem, mit diesem Konjunkturpaket neue Jobs zu schaffen und so das „kolossale Versagen Europas“ in der Energie- und Sozialpolitik zu lindern. Daneben fordert DiEM25 unter anderem ein bedingungsloses Grundeinkommen, eine verpflichtende Abgabe für Technologieunternehmen und einen europäischen Mindestlohn.
Bei der Wahl konnte die Partei 130.072 Stimmen in Deutschland erringen. Das entsprach einem Stimmanteil von 0,3 %, reichte jedoch für keines der 96 deutschen Mandate für das Europäische Parlament und lag unter der Schwelle von 0,5 Prozent, ab der die Partei Ansprüche auf öffentliche Finanzierung erhält.

### Seit 2019
Die Bewegung DiEM25 gründete in Griechenland eine Partei mit dem Namen MeRA25. Diese erlangte in der Parlamentswahl in Griechenland 2019 3,44 % der Stimmen und entsandte somit 9 Abgeordnete ins griechische Parlament – darunter auch Yanis Varoufakis, der Schauspieler Kleon Grigoriadis und die Leichtathletin Sofia Sakorafa. MeRA25 verpasste bei den Parlamentswahlen 2023 den Wiedereinzug ins Parlament.
Während seiner Parlamentszeit gründete Varoufakis zusammen mit Bernie Sanders die Progressive Internationale und rief mit Jeremy Corbyn und Ece Temelkuran zusammen zu einer Neuen Blockfreien Bewegung auf.
Yanis Varoufakis ist weiterhin bei DiEM25 maßgeblich beteiligt, doziert an der Universität Athen und bringt regelmäßig neue Wirtschaftsbücher heraus.

#### Einreiseverbot für Deutschland während des Palästina-Kongresses 2024 in Berlin
Im April 2024 soll laut Presseberichten das deutsche Bundesministerium des Innern aus Anlass des Palästina-Kongresses in Berlin ein Verbot der Einreise gegen Varoufakis verhängt haben. Varoufakis selbst gab auf X an, gegen ihn sei zudem ein Verbot der politischen Betätigung erlassen worden. Auch die Bundespolizei soll im Rahmen der Auflösung des Kongresses von einem politischen Betätigungsverbot gesprochen haben.
Nachdem es widersprüchliche Angaben zu dem Vorfall gegeben hatte, veröffentlichte die Frankfurter Rundschau einen Auszug aus dem Schriftwechsel zwischen Varoufakis’ Rechtsanwalt und der Bundespolizei. Demnach bestand befristet für die Dauer der Veranstaltung ein Einreiseverbot. Ein Verbot der politischen Betätigung wurde laut Presseberichten gegen Varoufakis nicht verhängt.

## Privatleben
Varoufakis schildert in seinem Buch Die ganze Geschichte auch seine familiäre Herkunft. Sein Vater Giorgios stammte aus einer in Ägypten lebenden griechischen Familie und wanderte im Jahr 1945 als 20-jähriger Bankangestellter nach Griechenland aus, um in Athen Chemie zu studieren. Als Studentensprecher wurde er aus politischen Gründen vier Jahre interniert. Yanis Varoufakis’ Mutter Eleni wurde während der Haft seines Vaters als erste Frau zum Chemiestudium an der Universität Athen zugelassen und später von einer faschistischen Organisation dafür angeworben, „auf Schritt und Tritt einem Kommilitonen zu folgen, der ebenfalls Chemie studierte und gerade erst aus dem Lager entlassen worden war“. Seine Mutter habe später in den 1970er Jahren eine wichtige Rolle in der griechischen Frauenbewegung gespielt.
Yanis Varoufakis war in erster Ehe mit einer Australierin griechischer Herkunft verheiratet. Nach elf Jahren trennte sich das Paar und seine Exfrau kehrte mit der gemeinsamen Tochter nach Australien zurück. Seit 2005 lebt er, inzwischen auch wieder verheiratet, mit der Künstlerin und Galeristin Danae Stratou zusammen. 2010 gründete das Paar die gemeinnützige Organisation Vital Space, die es sich zur Aufgabe gemacht hat, auf weltweit herrschende Missstände aufmerksam zu machen.

## Veröffentlichungen
- mit David P. T. Young (Hrsg.): Conflict in Economics. London 1990, ISBN 0-7450-0559-4.
- Rational Conflict. Blackwell 1991, ISBN 0-631-16606-8.
- mit Shaun P. Hargreaves Heap: Game Theory: A critical introduction; Routledge 1995, ISBN 0-415-09403-8. Zweite überarbeitete Auflage: Game Theory: A critical text, 2004, ISBN 0-415-25095-1.
- Foundations of Economics: A beginner’s companion. Routledge 1998, ISBN 0-415-17892-4.
- (Hrsg.): Game Theory. Critical Concepts in the Social Sciences. 5 Bände. Routledge 2001, ISBN 0-415-22240-0.
- mit Joseph Halevi und Nicholas J. Theocarakis: Modern Political Economics: Making sense of the post-2008 world. Routledge 2011, ISBN 978-0-415-42888-0.
- The Global Minotaur: America, the True Origins of the Financial Crisis and the Future of the World Economy. Zed Books 2011, ISBN 978-1-78032-014-4; 2. aktual. Aufl., 2013, ISBN 978-1-78032-450-0.
  - Der globale Minotaurus. Amerika und die Zukunft der Weltwirtschaft. Kunstmann 2012, ISBN 978-3-88897-754-1.
    - Vorabdruck eines Auszugs in Le Monde diplomatique, 10. Februar 2012.
    - Christiane Müller-Lobeck: König Minos an der Wall Street. Rezension, taz, 15. März 2012.
- Economic Indeterminacy: A personal encounter with the economists’ most peculiar nemesis. Routledge 2013, ISBN 978-0-415-66849-1.
- mit Stuart Holland, James K. Galbraith: A Modest Proposal for Resolving the Eurozone Crisis. Version 4.0. 2013 (PDF (PDF; 178 kB)).
  - Bescheidener Vorschlag zur Lösung der Eurokrise. Kunstmann 2015, ISBN 978-3-95614-051-8 (64 S.).[65]
- Time for Change. Wie ich meiner Tochter die Wirtschaft erkläre. Hanser 2015, ISBN 978-3-446-44524-6.
  - Auszug in Dschungel. Beilage zu Jungle World, 29, 16. Juli 2015, S. 18–23.
  - Rezension in Die Zeit, 9. Juli 2015 (Auszug daraus bei Perlentaucher).
- Die EU braucht einen radikalen Politikwechsel. Gastbeitrag bei zeit.de 18. Juli 2016.
- Das Euro-Paradox. Wie eine andere Geldpolitik Europa wieder zusammenführen kann. Kunstmann 2016, ISBN 978-3-95614-126-3.
- Jenseits der Mauern, Der Freitag, 26. Januar 2017.
- Die ganze Geschichte. Meine Auseinandersetzung mit Europas Establishment. Kunstmann 2017, ISBN 978-3-95614-202-4 (englischer Originaltitel: Adults in the room).
- And the Weak Suffer What They Must? Europe, Austerity and the Threat to Global Stability. Vintage 2017, ISBN 978-1-78470-411-7.
- Another Now: Dispatches form an Alternative Present, Bodley Head 2020, ISBN 978-1-84792-564-0.[66]
  - Ein Anderes Jetzt: Nachrichten aus einer alternativen Gegenwart. Kunstmann 2021, ISBN 978-3-95614-459-2.
- Technofeudalism: What Killed Capitalism, Bodley Head 2023, ISBN 978-1-84792-727-9.[67]
  - Technofeudalismus. Was den Kapitalismus tötete. Kunstmann 2024, ISBN 978-3-95614-604-6.